# Rajd Tatr 1982
Rajd Tatr 1982 (14. Int. Rallye Tatry 1982) – 14. edycja rajdu samochodowego Rajd Tatr rozgrywanego w Czechosłowacji. Rozgrywany był od 10 do 11 września 1982 roku. Rajd był szóstą rundą Rajdowego Pucharu Pokoju i Przyjaźni w roku 1982 oraz trzydziestą szóstą (współczynnik 1) rundą Rajdowych Mistrzostw Europy w roku 1982.

## Klasyfikacja rajdu
| Miejsce                      | Kierowca                     | Pilot                        | Samochód                     | Czas                         | Strata                       |                              |
| Klasyfikacja generalna i ERC | Klasyfikacja generalna i ERC | Klasyfikacja generalna i ERC | Klasyfikacja generalna i ERC | Klasyfikacja generalna i ERC | Klasyfikacja generalna i ERC | Klasyfikacja generalna i ERC |
| ---------------------------- | ---------------------------- | ---------------------------- | ---------------------------- | ---------------------------- | ---------------------------- | ---------------------------- |
| 1.                           | Peter Mattig                 | Erhard Breitenbach           | Opel Ascona 400              | 4:21:56                      | -                            |                              |
| 2.                           | Leo Pavlík                   | František Šimek              | Renault 5 Alpine             | 4:29:15                      | +7:19                        |                              |
| 3.                           | Vello Õunpuu                 | Aarne Timusk                 | Lada VAZ 21011               | 4:29:50                      | +7:54                        |                              |
| 4.                           | Václav Blahna                | Pavel Schovánek              | Škoda 130 RS                 | 4:31:25                      | +9:29                        |                              |
| 5.                           | Georgi Petrov                | Ivan Tonev                   | Renault 5 Alpine             | 4:32:55                      | +10:59                       |                              |
| 6.                           | Tomasz Ciecierzyński         | Ryszard Żyszkowski           | FSO Polonez 2000             | 4:36:16                      | +14:20                       |                              |
| 7.                           | Andrzej Koper                | Włodzimierz Krzemiński       | Renault 5 Alpine             | 4:37:13                      | +15:17                       |                              |
| 8.                           | Miroslav Lank                | Jan Teichmann                | Lada VAZ 21011 MTX           | 4:38:25                      | +16:29                       |                              |
| 9.                           | Vladimir Goltsov             | Sergey Shtin                 | Moskvich 412                 | 4:39:40                      | +17:44                       |                              |
| 10.                          | Andreas Karasek              | Gerhard de Cillia            | Opel Kadett GT/E             | 4:44:43                      | +22:47                       |                              |
| Klasyfikacja RPPiP           |                              |                              |                              |                              |                              |                              |
| 1.                           | Leo Pavlík                   | František Šimek              | Renault 5 Alpine             | 4:29:15                      | 0,0                          |                              |
| 2.                           | Vello Õunpuu                 | Aarne Timusk                 | Lada VAZ 21011               | 4:29:50                      | +35                          |                              |
| 3.                           | Václav Blahna                | Pavel Schovánek              | Škoda 130 RS                 | 4:31:25                      | +2:10                        |                              |
| 4.                           | Georgi Petrov                | Ivan Tonev                   | Renault 5 Alpine             | 4:32:55                      | +3:40                        |                              |
| 5.                           | Tomasz Ciecierzyński         | Ryszard Żyszkowski           | FSO Polonez 2000             | 4:36:16                      | +7:01                        |                              |
| 6.                           | Andrzej Koper                | Włodzimierz Krzemiński       | Renault 5 Alpine             | 4:37:13                      | +7:58                        |                              |
| 7.                           | Miroslav Lank                | Jan Teichmann                | Lada VAZ 21011 MTX           | 4:38:25                      | +9:10                        |                              |
| 8.                           | Vladimir Goltsov             | Sergey Shtin                 | Moskvich 412                 | 4:39:40                      | +10:25                       |                              |